# به‌تأخیراندازی انفعال
به‌تأخیراندازی انفعال (به انگلیسی: postponement of affect) سازوکاری دفاعی است که ممکن است در مواجهه با احساسات یا هیجانات مختلفی مورد استفاده قرار گیرد. این جایگزین موقت سبب ظهور دیرترِ انفعال می‌شود و به این ترتیب از تشخیص ارتباط محرک با انفعال ممانعت می‌کند. به‌تأخیراندازی انفعال بیشتر مواقع در رابطه با انفعالات مربوط به خشم (یا آزردگی) و سوگ مورد استفاده قرار می‌گیرد.